# Вомбатовиді
Вомбатовиді (Vombatiformes) — підряд ссавців ряду Кускусоподібні (Diprotodontia) з підкласу Сумчасті (Marsupialia).

## Родини підряду вомбатовиді
Підряд обіймає 8 родин (2 відомі у сучасній фауні, 7 — тільки у викопному стані):
Підряд Вомбатовиді (Vombatiformes)
- Родина †Thylacoleonidae[1]
  - †Lekaneleo
  - †Microleo
  - †Thylacoleo
  - †Wakaleo
- Родина Коалові (Phascolarctidae)
  - †Invictokoala
  - †Koobor
  - †Litokoala
  - †Madakoala
  - †Nimiokoala
  - †Perikoala
  - Коала (Phascolarctos)
  - †Priscakoala

інфраряд Vombatomorphia
- Родина †Maradidae
  - †Marada [2]
- Родина †Ilariidae
  - †Ilaria
  - †Kuterintja
- Родина †Wynyardiidae
  - †Muramura
  - †Namilamadeta
  - †Wynyardia

надродина Vombatoidea
- Родина † Mukupirnidae
  - † Mukupirna
- Родина Вомбатові (Vombatidae)
  - †Rhizophascolonus
  - Вомбат (Vombatus)
  - †Phascolonus
  - †Warendja
  - †Ramsayia
  - Lasiorhinus

надродина Diprotodontoidea
- Родина †Diprotodontidae (гігантські вомбати)[3]
  - †Alkwertatherium
  - †Bematherium
  - †Pyramios
  - †Nototherium
  - †Meniscolophus
  - †Euryzygoma
  - †Diprotodon†Diprotodon optatum
  - †Euowenia
  - †Sthenomerus

підродина †Zygomaturinae
- - †Silvabestius
  - †Neohelos[3]
  - †Nimbadon
  - †Raemeotherium
  - †Plaisiodon
  - †Zygomaturus
  - †Kolopsis[3]
  - †Kolopsoides
  - †Hulitherium
  - †Maokopia†Palorchestes azael

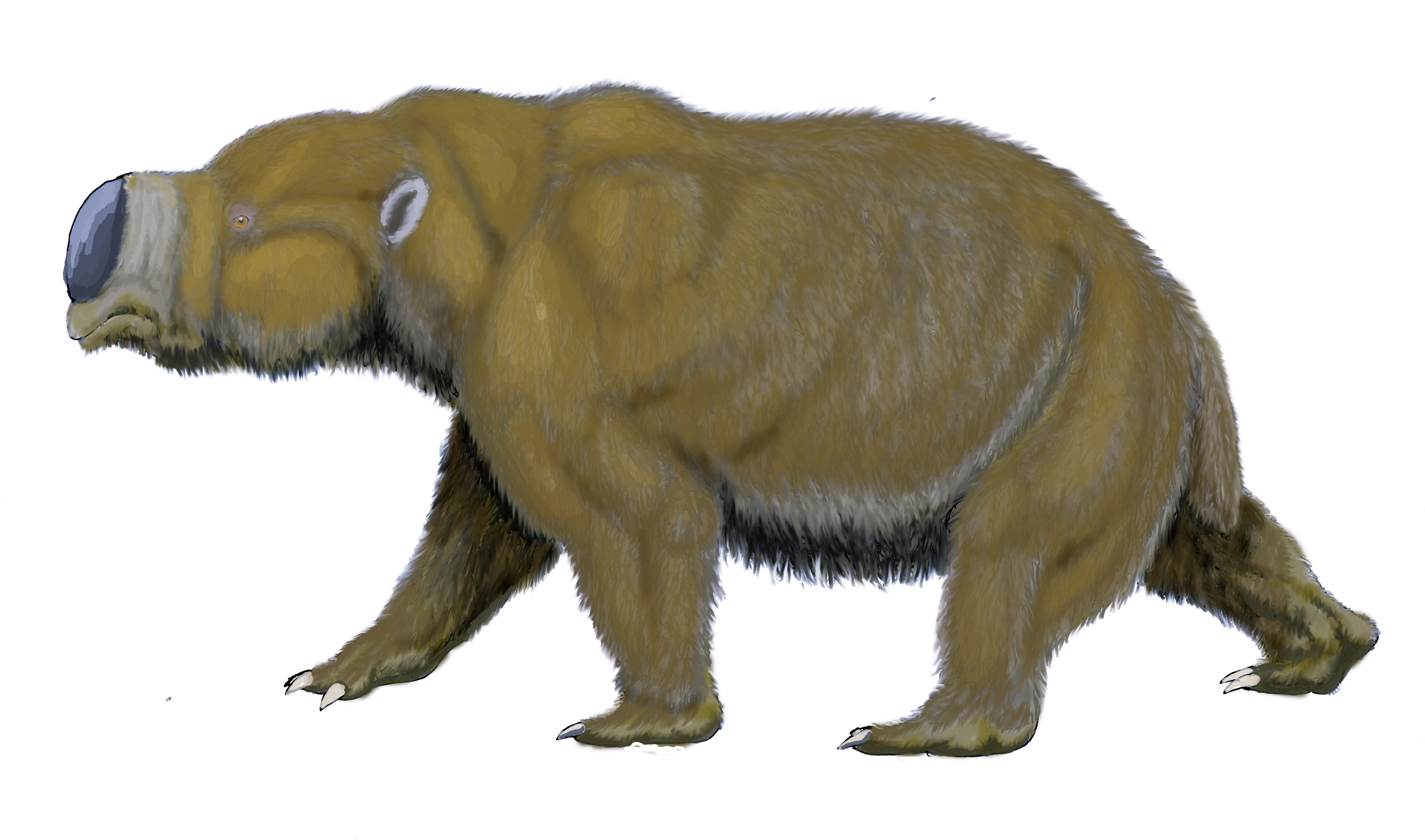
†Diprotodon optatum

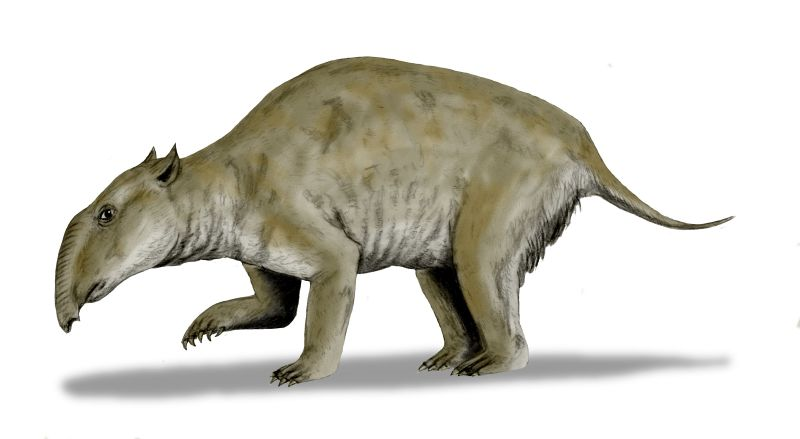
†Palorchestes azael

- Родина †Palorchestidae (сумчасті тапіри)[3]
  - †Palorchestes
  - †Propalorchestes
  - †Ngapakaldia
  - †Pitikantia